# رضا علیاری
رضا علیاری (زادهٔ ۲۴ اسفند ۱۳۷۲ در شهریار) بازیکن فوتبال اهل ایران است.